# 服部幸應の食育のすすめ
服部幸應の食育のすすめ（はっとりゆきおのしょくいくのすすめ）はTwellVで放送の食育トーク番組

## 概要
毎回ゲストを招き、食にまつわるトークを届ける。

## 出演者
- 服部幸應（服部栄養専門学校理事長・医学博士）
- 八田亜矢子（タレント）

## 主なゲスト
シーズン1
- 田崎真也（ソムリエ）
- 三笑亭夢之助（落語家）
- 海老久美子
- 松尾雄治

シーズン2
- 東ちづる（女優）
- 阿部美穂子（タレント）
- 向笠千恵子（フードジャーナリスト）
- 白澤卓二（順天堂大学教授）

シーズン3
- 二代林家三平（落語家）
- 西村知美（タレント）
- 中西哲生（スポーツジャーナリスト）
- 石井稔（米作り名人）

シーズン4
- 阿川佐和子（タレント）
- 小泉武夫
- 香坂みゆき（女優）
- 斎藤洋介（俳優）

シーズン5
- ヨネスケ（落語家・タレント）
- 益子直美（スポーツキャスター）
- 服部真湖（タレント）
- 徳江千代子（東京農業大学客員教授）

シーズン6
- 日野原重明（医師）、池田美保（声楽家）
- 中本賢（俳優）
- 柿沢安那（野菜スイーツ専門店オーナー）
- 鈴木正幸（俳優）

## 放送時間
- 日曜日 17:30 - 18:00